# Alajos Keserű
Alajos Keserű   (Budapest, 8 de març de 1905 - Budapest, 3 de maig de 1965) va ser un waterpolista i nedador hongarès que va competir entre les dècades de 1910 i 1930. Era germà del també waterpolista Ferenc Keserű.
El 1924 va prendre part en els Jocs Olímpics de París, on fou cinquè en la competició de waterpolo. Quatre anys més tard, als Jocs d'Amsterdam, va guanyar la medalla de plata en la competició de waterpolo i el 1932, als Jocs de Los Angeles, guanyà la medalla d'or. En el seu palmarès també destaquen set lligues hongareses de waterpolo i quatre campionats d'Europa (1926, 1927, 1931 i 1934). Com a nedador destaquen tres títols nacionals.